# Pančevac
Der Pančevac (serbisch-kyrillisch Панчевац) ist die in Pančevo erscheinende älteste serbischsprachige Zeitung im heutigen Serbien.

## Geschichte
Die erste Ausgabe erschien am 13. April 1869. Gründer, Eigentümer und Herausgeber war Jovan Pavlović, ein 26-jähriger Lehrer der Trgovačka škola (Handelsschule) aus Pantschowa. Die Genehmigung für die Herausgabe einer serbischen Zeitung musste von der Kommandantur in Temeswar eingeholt werden, da Pantschowa zum Gründungszeitraum noch der Wiener Hofkammer unterstand. Nach Auflösung der Militärgrenze wurde Pantschowa dem Königreich Ungarn zugeordnet. Als eine der ersten ungarischen Amtshandlungen wurde Jovan Pavlović 1876 verhaftet und zu einer Gefängnisstrafe verurteilt und die weitere Veröffentlichung des Pančevac  wurde untersagt. Bis 1918 arbeitete die Redaktion im Untergrund und illegal. 1919 wurde die Zeitung dann wieder neu herausgegeben. Mit den neuen Besitzern Dušan und Duda Bošković wurde die Redaktion zeitweilig nach Novi Sad verlegt und in Vojvođanin umbenannt. Nach dem Zweiten Weltkrieg war die Kommune Pančevo Eigentümer der Zeitung. Mittlerweile ist die Zeitung privatisiert und erscheint als Wochenzeitung in einer Auflage von 12.500 Exemplaren.